# Gran Premi dels Estats Units del 1979
Resultats del Gran Premi dels Estats Units de Fórmula 1 de la temporada 1979, disputat al circuit de Watkins Glen el 7 d'octubre del 1979.

## Resultats de la cursa
| Pos | No | Pilot                 | Equip             | Voltes | Temps/ Retir.    | Pos. de sort. | Punts |
| --- | -- | --------------------- | ----------------- | ------ | ---------------- | ------------- | ----- |
| 1   | 12 | Gilles Villeneuve     | Ferrari           | 59     | 1h 52' 17" 734   | 3             | 9     |
| 2   | 16 | René Arnoux           | Renault           | 59     | + 48.787 s       | 7             | 6     |
| 3   | 3  | Didier Pironi         | Tyrrell - Ford    | 59     | + 53.199 s       | 10            | 4     |
| 4   | 18 | Elio de Angelis       | Shadow - Ford     | 59     | + 1' 30.512 min. | 20            | 3     |
| 5   | 9  | Hans Joachim Stuck    | ATS - Ford        | 59     | + 1' 41.259 min. | 14            | 2     |
| 6   | 7  | John Watson           | McLaren - Ford    | 58     | + 1 Volta        | 13            | 1     |
| 7   | 14 | Emerson Fittipaldi    | Fittipaldi - Ford | 54     | + 5 Voltes       | 23            |       |
| Ret | 6  | Nelson Piquet         | Brabham - Ford    | 53     | Transmissió      | 2             |       |
| Ret | 33 | Derek Daly            | Tyrrell - Ford    | 52     | Virolla          | 15            |       |
| Ret | 11 | Jody Scheckter        | Ferrari           | 48     | Pneumàtics       | 16            |       |
| Ret | 29 | Riccardo Patrese      | Arrows - Ford     | 44     | Suspensions      | 19            |       |
| Ret | 27 | Alan Jones            | Williams - Ford   | 36     | Rodes            | 1             |       |
| Ret | 22 | Marc Surer            | Ensign - Ford     | 32     | Motor            | 21            |       |
| Ret | 28 | Clay Regazzoni        | Williams - Ford   | 29     | Accident         | 5             |       |
| Ret | 5  | Ricardo Zunino        | Brabham - Ford    | 25     | Virolla          | 9             |       |
| Ret | 15 | Jean-Pierre Jabouille | Renault           | 24     | Motor            | 8             |       |
| Ret | 20 | Keke Rosberg          | Wolf - Ford       | 20     | Accident         | 12            |       |
| Ret | 8  | Patrick Tambay        | McLaren - Ford    | 20     | Motor            | 22            |       |
| Ret | 4  | Jean Pierre Jarier    | Tyrrell - Ford    | 18     | Accident         | 11            |       |
| Ret | 1  | Mario Andretti        | Lotus - Ford      | 16     | Caixa canvi      | 17            |       |
| Ret | 2  | Carlos Reutemann      | Lotus - Ford      | 6      | Virolla          | 6             |       |
| Ret | 26 | Jacques Laffite       | Ligier - Ford     | 3      | Virolla          | 4             |       |
| Ret | 25 | Jacky Ickx            | Ligier - Ford     | 2      | Virolla          | 24            |       |
| Ret | 35 | Bruno Giacomelli      | Alfa Romeo        | 0      | Virolla          | 18            |       |
| NVQ | 36 | Vittorio Brambilla    | Alfa Romeo        |        |                  |               |       |
| NVQ | 30 | Jochen Mass           | Arrows - Ford     |        |                  |               |       |
| NVQ | 17 | Jan Lammers           | Shadow - Ford     |        |                  |               |       |
| NVQ | 31 | Hector Rebaque        | Rebaque - Ford    |        |                  |               |       |
| NVQ | 19 | Alex Ribeiro          | Fittipaldi - Ford |        |                  |               |       |
| NVQ | 24 | Arturo Merzario       | Merzario - Ford   |        |                  |               |       |

## Altres
- Pole: Alan Jones 1' 35. 615

- Volta ràpida: Nelson Piquet 1' 40. 054 (a la volta 51)